# Квантна теорија поља
У теоријској физици, квантна теорија поља је теоријски оквир који комбинује класичну теорију поља, специјалну релативност и квантну механику и користи се за конструкцију физичких модела субатомских честица (у физици честица) и квазичестица (у физици кондензоване материје).
Квантна теорија поља третира честице као побуђена стања (која се називају и кванти) њихових темељних поља, која су, у одређеном смислу, фундаменталнија од основних честица. Интеракције између честица описане су појмовима интеракције у Лагранжијановој теорији поља која укључује њихова одговарајућа поља. Свака интеракција може бити визуелно представљена Фајмановим дијаграмима, који су формални рачунски алати у процесу релативистичке теорије пертурбација.

## Историја
Као успешан теоријски радни оквир данас, квантна теорија поља произашла је из рада генерација теоријских физичара 20. века. Њен развој је почео 1920-их са описом интеракција између светлости и електрона, кулминирајући у првој квантној теорији поља - квантној електродинамици . Велика теоријска препрека убрзо је уследила са појавом и постојаношћу разних бесконачности у пертурбативним прорачунима, проблем који је решен тек педесетих година 20. века изумом ренормализацијске процедуре. Друга велика препрека била је очигледна неспособност квантне теорије поља да опише слабе и јаке интеракције, до те мере да су неки теоретичари тражили напуштање теоријског приступа. Развој теорије калибра и завршетак Стандардног модела 1970-их довели су до ренесансе квантне теорије поља.

### Теоријска основа
Квантна теорија поља је резултат комбинације класичне теорије поља, квантне механике и посебне релативности.
Најстарија успешна класична теорија поља је она која је настала из Њутновог закона универзалне гравитације, упркос потпуној одсутности концепта поља из његовог трактата из 1687. године Математички принципи природне филозофије. Сила гравитације коју описује Њутн је „акција на даљину” - њени ефекти на удаљене објекте су тренутни, без обзира на удаљеност. Математички физичари су тек у 18. веку открили прикладан опис гравитације на основу поља - нумеричке величине (вектор) додељене свакој тачки у простору која указује на деловање гравитације на било коју честицу у тој тачки. Међутим, ово се сматрало само математичким триком. 
Поља су почела да преузимају сопствено постојање са развојем електромагнетизма у 19. веку. Мајкл Фарадеј је 1845. сковао енглески термин „поље” (енгл. field). Он је уносио поља као својства простора (чак и када је лишен материје) која имају физичке ефекте. Он се противио „акцији на даљину" и предложио да се интеракције између објеката одвијају кроз „линије силе” које испуњавају простор. Овај опис поља остаје до данас.
Теорија класичног електромагнетизма завршена је 1862. године са Максвеловим једначинама, које су описале однос између електричног поља, магнетног поља, електричне струје и електричног набоја. Максвелове једначине подразумевале су постојање електромагнетних таласа, феномен где се електрична и магнетска поља шире из једне просторне тачке у другу при коначној брзини, која испада да је брзина светлости. „Акција на даљину” је тако коначно одбачена.
Упркос огромном успеху класичног електромагнетизма, није могао да узме у обзир дискретне линије у атомском спектру, нити расподелу зрачења црног тела у различитим таласним дужинама. Планково истраживање зрачења црног тела означило је почетак квантне механике. Он је третирао атоме, који апсорбују и емитују електромагнетно зрачење, као ситне осцилаторе са кључним својством да њихове енергије могу да преузму само низ дискретних, а не континуираних вредности. Они су познати као квантни хармонички осцилатори. Овај процес ограничавања енергије на дискретне вредности зове се квантизација. На основу ове идеје, Алберт Ајнштајн је предложио 1905. године објашњење за фотоелектрични ефекат, да се светлост састоји од појединачних пакета енергије који се називају фотони (квант светлости). То имплицира да електромагнетно зрачење, док су таласи у класичном електромагнетном пољу, такође постоји у облику честица.
Нилс Бор је 1913. године увео Боров модел атомске структуре, при чему електрони унутар атома могу преузети само низ дискретних, а не континуираних енергија. Ово је још један пример квантизације. Боров модел успешно је објаснио дискретну природу атомских спектралних линија. Године 1924. Луј де Број је предложио хипотезу о дуалности таласа и честица, да микроскопске честице показују особине и таласа и честица у различитим околностима. Уједињавање ових распршених идеја, кохерентна дисциплина, квантна механика, формулисана је између 1925. и 1926. године, са важним доприносима де Броја, Вернера Хајзенберга, Макса Борна, Ервина Шредингера, Пола Дирака и Волфганга Паулија.:22-23
Исте године када је изашао и његов рад о фотоелектричном ефекту, Ајнштајн је објавио своју теорију посебне релативности, изграђену на Максвеловом електромагнетизму. Нова правила, названа Лоренцова трансформација, дата су за начин на који се временске и просторне координате догађаја мењају под променама брзине посматрача, а разлика између времена и простора је замагљена.:19 Предложено је да сви физички закони морају бити исти за посматраче при различитим брзинама, тј. да су физички закони инваријантни под Лоренцовим трансформацијама.
Остале су још две тешкоће. Шредингерова једначина, на којој се темељи квантна механика, могла би објаснити стимулисану емисију зрачења из атома, где електрон емитује нови фотон под деловањем спољног електромагнетног поља, али није могла објаснити спонтану емисију, где се електрон спонтано смањује у енергији и емитује фотон чак и без дејства спољашњег електромагнетног поља. Теоријски, Шредингерова једначина није могла да опише фотоне и била је у супротности са принципима посебне релативности - време третира као обичан број, док промовише просторне координате за линеарне операторе.